# Saut du Lapin
Saut du Lapin (Salto do Coelho) é uma pintura a óleo sobre tela da autoria do pintor português Amadeu de Sousa Cardoso. Pintado em 1911, mede 50 cm de altura por 61,3 cm de largura.
A pintura pertence ao Art Institute of Chicago de Chicago.